# Отношения Австро-Венгрии и Украины (1918)
Дипломатические отношения между Австро-Венгрией и Украинской Народной Республикой были установлены после подписания Брестского мира от 27 января (9 февраля) 1918 года и сохранялись до поражения Австро-Венгрии в Первой мировой войне и её распада.

## Мирные переговоры в Брест-Литовске
27 января (9 февраля) 1918 года в Брест-Литовске между Украинской Народной Республикой и Центральными державами был подписан сепаратный мирный договор. Центральными державами признавался суверенитет УНР. В обмен на это УНР обязалась не вступать в союзы, направленные против Центральных держав, и поставлять им продовольствие и сырьё.
Договором признавалось, что граница между УНР и Австро-Венгрией будет соответствовать линии границы, существовавшей между Австро-Венгрией и Россией на начало войны, а далее к северу будет проходить через населённые пункты Тарногруд — Билгорай — Щебжешин — Красныстав — Радзынь-Подляский — Мендзыжец-Подляски (территория нынешнего Люблинского воеводства, Польша) — Сарнаки (в современном Мазовецком воеводстве) — Каменец — Пружаны (в современной Брестской области, Белоруссия). Точное прохождение границы в пределах предполагаемой Польши должна была установить совместная комиссия с учётом этнического состава и пожеланий местного населения(статья 2).
Договором также предусматривались установление дипломатических отношений, взаимный отказ от военных компенсаций, возвращение военнопленных, обмен интернированными гражданскими лицами и возобновление общественных и частных юридических отношений.

## Территориальные и политические вопросы

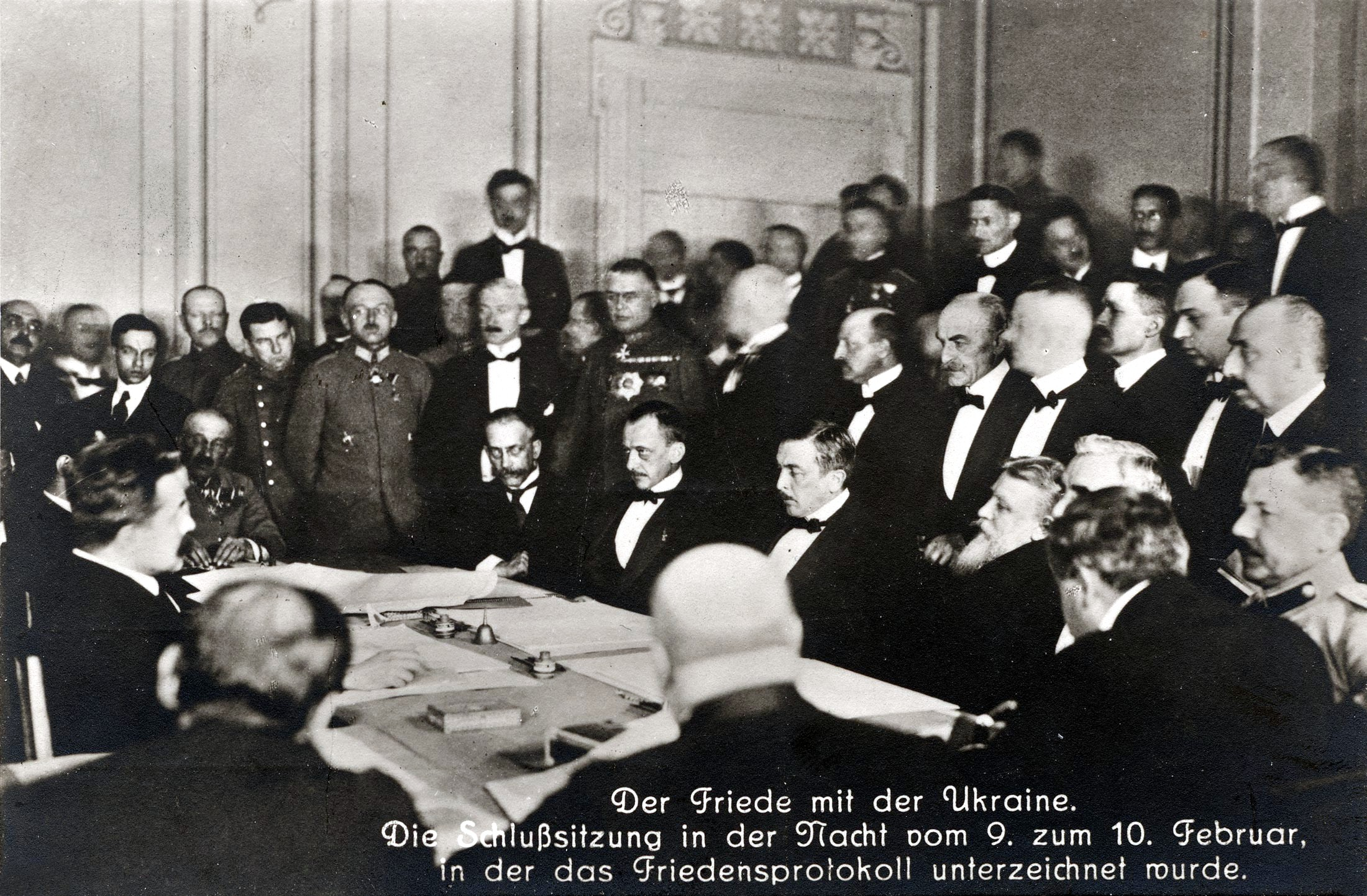
Подписание Брестского мира. Сидят в середине слева направо: Оттокар Чернин, Рихард фон Кюльман и Васил Радославов. Брест-Литовск, 9 февраля 1918 года

Австро-Венгрия и УНР также подписали секретное соглашение в отношении Галиции и Буковины. Австро-Венгрия согласилась до 31 июля 1918 года предоставить автономные права «коронной земли» украинским Восточной Галиции и Северной Буковине. Но в июле Австро-Венгрия аннулировала это соглашение, сославшись на то, что Украина не выполнила обязательства по поставке Австро-Венгрии зерна. Кроме того, между Австро-Венгрией и Украиной существовал дипломатический конфликт вокруг Холмщины, который в итоге был разрешён в пользу Украины.

## Экономическая сфера
Согласно мирному договору и экономическому договору от 23 апреля 1918 года, Австро-Венгрия вместе с Германией обязалась поставлять УНР уголь, нефтепродукты, сельскохозяйственные машины, оборудование, фармацевтическую и химическую продукцию, а также предоставить заём УНР в размере 1 млн карбованцев (в дальнейшем уже Украина, по соглашению от 15 мая 1918 года, предоставила заём Австро-Венгрии и Германии в размере 400 млн карбованцев); взамен УНР обязалась поставить 60 млн пудов (1 млн т) зерна, 2,75 млн пудов (45 тыс. т) крупного рогатого скота (в живом весе), 400 млн штук яиц, 37,5 млн пудов (614 тыс. т) железной руды, древесину из расчёта 300 вагонов в месяц, медь, олово, цинк, хлопок, овчину, лён и т. д.
По договору от 15 сентября 1918 года Австро-Венгрия также обязалась вместе с Германией поставлять Украине ежемесячно 9 млн пудов (147 тыс. т) угля, по 5 тыс. тонн нефти и нефтепродуктов, а также обязалась удовлетворить потребность Украины в сельскохозяйственных машинах и технике, оборудовании для сахарной, горной, угольной и металлургической промышленности; Украина, в свою очередь, обязалась поставить Центральным державам 75 млн пудов (1,23 млн т) хлеба, 11 млн пудов (180 тыс. т) живого веса скота, 300 тыс. голов овец, 400 тыс. пудов (6,55 тыс. т) сала, 9 млн пудов (150 тыс. т) сахара, другие сельскохозяйственные продукты, марганцевую и железную руду, дерево и т. д., возобновить режим свободной торговли на внутреннем рынке, отказаться от применения экспортных пошлин, ввести твёрдые цены на все виды товаров, обеспечить свободный транзит через свою территорию и контроль Центральных держав над экспортом хлеба и сырья в Россию и нейтральные страны, также оговаривалось, что до проведения денежной реформы на Украине все поставки должны были покрываться в довоенных российских рублях. Уже через два месяца, однако, Австро-Венгрия потерпела поражение в войне и распалась.

## Военная сфера
31 января (13 февраля) делегация УНР в Бресте обратилась к Германии и Австро-Венгрии с просьбой о помощи против советских войск. Хотя военная конвенция между УНР, Германией и Австро-Венгрией, ставшая правовой основой для вступления австро-германских войск на территорию Украины, была официально оформлена позднее, германское командование уже 31 января дало своё предварительное согласие на вступление в войну против большевиков и начало активно готовиться к походу на Украину.

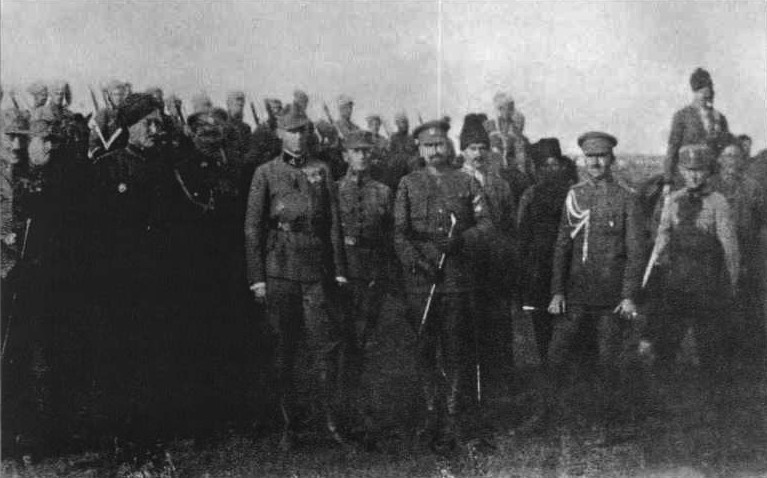
Встреча Крымской группы Армии УНР с Украинскими сечевыми стрельцами Императорской и королевской армии Австро-Венгрии в Александровске. На первом плане — сотник Остап Луцкий, полковник Всеволод Петров, эрцгерцог Вильгельм фон Габсбург, полковники Пётр Болбочан и Николай Сильванский. 1918 год

Австро-венгерские войска вошли в пределы УНР 25 февраля. К концу марта под управление австро-венгерской администрации были переданы часть Волынской, Подольская, Херсонская и Екатеринославская губерния. Угольные и металлургические регионы, Николаев, Мариуполь и Ростов-на-Дону занимали смешанные части. Остальные губернии Украины, Крым, а также Таганрог оккупировали германские войска. Исключительно под германским контролем находился железнодорожный и водный транспорт на всей территории Украины.
Присутствие оккупационных войск способствовало осуществлению государственного переворота — роспуску Центральной рады и установлению режима гетмана Скоропадского.
К концу 1918 года австро-венгерские войска на территории Украины насчитывали 300 тысяч человек. 3 ноября Австро-Венгрия вышла из войны и вскоре после этого начала вывод войск с территории Украины. Уход оккупационных войск привёл к краху Украинской державы Скоропадского и восстановлению УНР. К этому времени Австро-Венгрия фактически прекратила существование, и на повестку дня руководства Украины вышло формирование отношений с национальными государствами, возникшими на территории бывшей империи.

## Дипломатическое представительство
Послы Украины в Австро-Венгрии:
- Андрей Яковлев был назначен 15 апреля 1918 года[1][6][5];
- Вячеслав Липинский был назначен 21 июня 1918 года, верительные грамоты были вручены министру иностранных дел Австро-Венгрии графу Иштвану фон Буриану 5 июля 1918 года[5].

Послы Австро-Венгрии на Украине:
- Йоган Форгач был назначен в 1918 году[1].

## Международные договоры и дипломатические ноты
Международные договоры:
- Тайный договор по Восточной Галиции и Северной Буковине от 8 февраля 1918 года (не был ратифицирован)[1];
- Брестский мирный договор от 9 февраля 1918 года[1];
- Военная конвенция от 18 февраля 1918 года[1];
- Экономический договор от 23 апреля 1918 года[1];
- Финансовый договор от 15 мая 1918 года[6];
- Хозяйственный договор от 18 сентября 1918 года[6].

Официальные ноты со стороны Украины:
- Протест в отношении намерений Центральных держав присоединить Холмщину, Подляшье и оккупированную ими часть Волыни к Королевству Польскому от 17 ноября 1917 года[10];
- Нота в отношении государственной принадлежности Холмщины и Подляшья от 12 июня 1918 года[10].